# 伊藤耕
伊藤 耕（いとう こう、1955年10月2日 - 2017年10月17日）は日本のロックミュージシャン。作詞家、作曲家、シンガーソングライター。ルアーズ、SEX、SYZE、伊藤耕&ヘヴン、THE FOOLS、ブルースビンボーズなどのボーカルとして活動。

## 楽曲作品
Oh Baby
作詞、作曲　伊藤耕。
ブルース・ビンボーズ　2004年11月発売　
アルバム：【ロックンロールソウル】収録　
レーベル：グッドラビンプロダクションより発売
無力のかけら
作詞、作曲　伊藤耕。
THE FOOLS　アルバム：【NO MORE WAR ~地球の上で~ +3】収録　
レーベル：SOLID RECORDSより発売
ハロー・マイ・ペイン
作詞、作曲　伊藤耕。
THE FOOLS　アルバム：【憎まれっ子世に憚る】収録
レーベル：SOLID RECORDSより発売

## バンド活動
THE FOOLS
- 1980年に結成された、伊藤耕、川田良を中心とする日本のロックバンド。

ブルース・ビンボーズ
マルカッターゾネス
- 諸事情により、一度きりのライブで脱退している。

## ゲスト参加
L・O・X 「Jungle」
- ゲスト・ボーカル、作詞で参加。アルバム『Shake Hand』(1990年)収録。